# Relació de Trouton
La relació de Trouton (en anglès: Trouton's ratio o Trouton's constant) va ser establerta pel científic Frederick Thomas Trouton. Aplicada a la física estableix que la calor latent està connectada amb el punt d'ebullició per:
{\displaystyle {\frac {L_{vap}}{T_{boiling}}}\approx 87-88{\frac {J}{Kmol}}}.

## Reologia
En la reologia, la relació de Trouton és la relació de la viscositat extensional amb la viscositat de cisalla. Per a un fluid newtonià la relació de Trouton és de 3.